# Bönebüttel
Bönebüttel est une commune allemande du Schleswig-Holstein, située dans le sud-ouest de l'arrondissement de Plön, à trois kilomètres à l'est de la ville de Neumünster. En 2009 la commune a quitté l'Amt Bokhorst-Wankendorf pour construire une Verwaltungsgemeinschaft (communauté des communes) avec Neumünster.